# Kalle Anka & C:o
Kalle Anka & C:o (suédois de Donald Duck & Co) est un magazine suédois de bande dessinée hebdomadaire, comprenant des histoires de l'univers Disney, publié par le groupe de presse danois Egmont depuis septembre 1948.

## Historique
De 1948 à 1957, le magazine était publié de manière mensuelle. En 1954, Poul Brahe Pederson arrive à la direction du service des publications hebdomadaire d'Egmont et négocie un contrat de 17 ans avec Disney pour augmenter la parution. En 1957, la parution devient bimensuelle depuis hebdomadaire en 1959.
En 2019, le magazine a tiré son 3,300e numéro.